# گوستاف ماوریتس آرمفلت
گوستاف ماوریتس آرمفلت (روسی: Гу́став Мо́риц А́рмфельт؛ ۳۱ مارس ۱۷۵۷ – ۱۹ اوت ۱۸۱۴) دیپلمات و درباری اهل کشورهای فنلاند، سوئد و روسیه بود. در کشور فنلاند وی را از بزرگترین دولتمردان آن کشور می‌دانند.